# Iwan Zauszkiewicz
Iwan Dmitrijewicz Zauszkiewicz, ros. Иван Дмитриевич Заушкевич, (ur. 1841 w guberni kijowskiej, zm. 30 września?/12 października 1898 w Suwałkach) – działacz państwowy Imperium Rosyjskiego, wicegubernator siedlecki i suwalski. W Siedlcach stał się bohaterem skandalu obyczajowego z powodu romansu z dwiema żydowskimi siostrami.

## Życiorys
Iwan Dmitrijewicz Zauszkiewicz urodził się w 1841 roku w guberni kijowskiej. Wywodził się z prawosławnej szlachty, jego ojciec Dmitrij Matwiejewicz Zauszkiewicz (ur. 1808) był nauczycielem i inspektorem szkolnym w Humaniu. Miał o rok starszą siostrę Annę.
Studiował na wydziale prawnym Imperatorskiego Uniwersytetu Petersburskiego. Naukę zakończył w 1863 roku ze stopniem kandydata prawa. W związku z tytułem naukowym karierę urzędniczą rozpoczął – 21 maja 1863 roku – w randze sekretarza kolegialnego (X cywilna). Jego pierwszym miejscem pracy był II Departament Ministerstwa Dóbr Państwowych, gdzie otrzymał stanowisko starszego pomocnika referenta.
10 kwietnia 1864 roku Iwan Dmitrijewicz został przeniesiony do Królestwa Polskiego, podporządkowano go Komitetowi Urządzającemu. Od 19 sierpnia pracował jako starszy referent w kancelarii tej instytucji. Przez 20 lat, od 19 czerwca 1865 roku, sprawował urząd komisarza do spraw włościańskich: początkowo w Lubelskiej Komisji do spraw Włościańskich, następnie, od 19 września 1870 roku w powiecie lubelskim, a od 10 lutego 1877 roku w powiecie częstochowskim. 21 czerwca 1885 roku wszedł w skład Łomżyńskiego Gubernialnego Urzędu do spraw Włościańskich. Na tym stanowisku otrzymał – 10 lutego 1886 roku – dodatek do pensji w wysokości trzydziestu procent. W tym czasie Zauszkiewicz otrzymywał kolejne awanse zgodnie z wysługą lat: radcą tytularnym (IX ranga cywilna) został 21 maja 1866 roku, asesorem kolegialnym (VIII ranga cywilna) 1 lutego 1868 roku, radcą nadwornym (VII cywilna) 10 grudnia 1870 roku, radcą kolegialnym (VI cywilna) 30 października 1874 roku, zaś radcą stanu (V cywilna) 22 marca 1878 roku.
W 1888 roku (12 lipca lub 28 czerwca) zastąpił Michaiła Majlewskiego na stanowisku wicegubernatora siedleckiego. Kolejną rangę – rzeczywistego radcy stanu (IV ranga cywilna) –  otrzymał za wyróżnienie się 9 kwietnia 1889 roku. Iwan Dmitrijewicz stał się bohaterem skandalu obyczajowego ze względu na swoje kochanki. Były to żydowskie siostry, którym Zauszkiewicz urządził mieszkanie w sąsiedniej kamienicy. Miał do nich pisywać listy miłosne w języku polskim, podpisując się jako „Witold”. Ponieważ ze związków rodziły się dzieci, Zauszkiewicz wydał obie kobiety za mąż. W zamian za fikcyjny ożenek małżonkowie sióstr zyskali monopol na załatwianie spraw administracyjnych dotyczących Żydów. Doprowadziło to do skarg innych wyznawców judaizmu, dodatkowo bardzo niezadowoleni byli przydzieleni do usługiwania Żydówkom strażnicy ziemscy. Iwan Zauszkiewicz urząd wicegubernatora sprawował do 1 stycznia 1891 roku, po czym na stanowisku zastąpił go Nikołaj Suchotin. Ostatniego dnia służby w Siedlcach otrzymał dodatek do pensji w wysokości czterdziestu pięciu procent.
Z guberni siedleckiej Iwan Zauszkiewicz został przeniesiony do Suwałk, gdzie zastąpił 17 stycznia 1891 roku Iwana Strokina na stanowisku wicegubernatora. Przez cały okres bytności w Suwałkach należał do Suwalskiego Cerkiewno-Parafialnego Prawosławnego Komitetu Opiekuńczego, 8 września 1891 roku wszedł w skład komitetu zajmującego się budową przytułku prawosławnego dla dziewcząt. W ostatnim roku służby – 25 lipca 1898 roku – wstąpił również do Suwalskiego Gubernialnego Komitetu Opiekuńczego nad Trzeźwością Ludową. Posadę tę utrzymywał do swojej śmierci, jego następcą został Aleksiej Lobanow-Rostowski.
Zauszkiewicz zmarł w Suwałkach 30 września 1898 roku. Jego pogrzeb odbył się 3 października na miejscowym cmentarzu prawosławnym. Nigdy się nie ożenił.

## Odznaczenia
Iwan Zauszkiewicz był kawalerem następujących orderów:
Ordery rosyjskie
- Order Świętego Stanisława:

1. II klasa – 27 marca 1866 roku,
2. II klasa z koroną – 10 maja 1868 roku,
3. I klasa – 30 sierpnia 1894 roku[1].

- Order Świętej Anny:

1. II klasa – 25 września 1870 roku,
2. II klasa z koroną – 30 marca 1873 roku[1].

- Order Świętego Włodzimierza:

1. IV klasa – 8 września 1878 roku,
2. III klasa – 30 sierpnia 1885 roku[1].

Medale
- Ciemnobrązowy Medal za Uśmierzenie Buntu Polskiego – 1865 rok[1].
- Srebrny Medal za Pracę przy Realizacji Reformy Uwłaszczeniowej w Królestwie Polskim – 19 lutego 1866 roku[1].
- Srebrny Medal dla Upamiętnienia Panowania Aleksandra III(inne języki) – 16 stycznia 1897 roku[1].